# Disruption (tokamak)
Pour les articles homonymes, voir Disruption (économie).

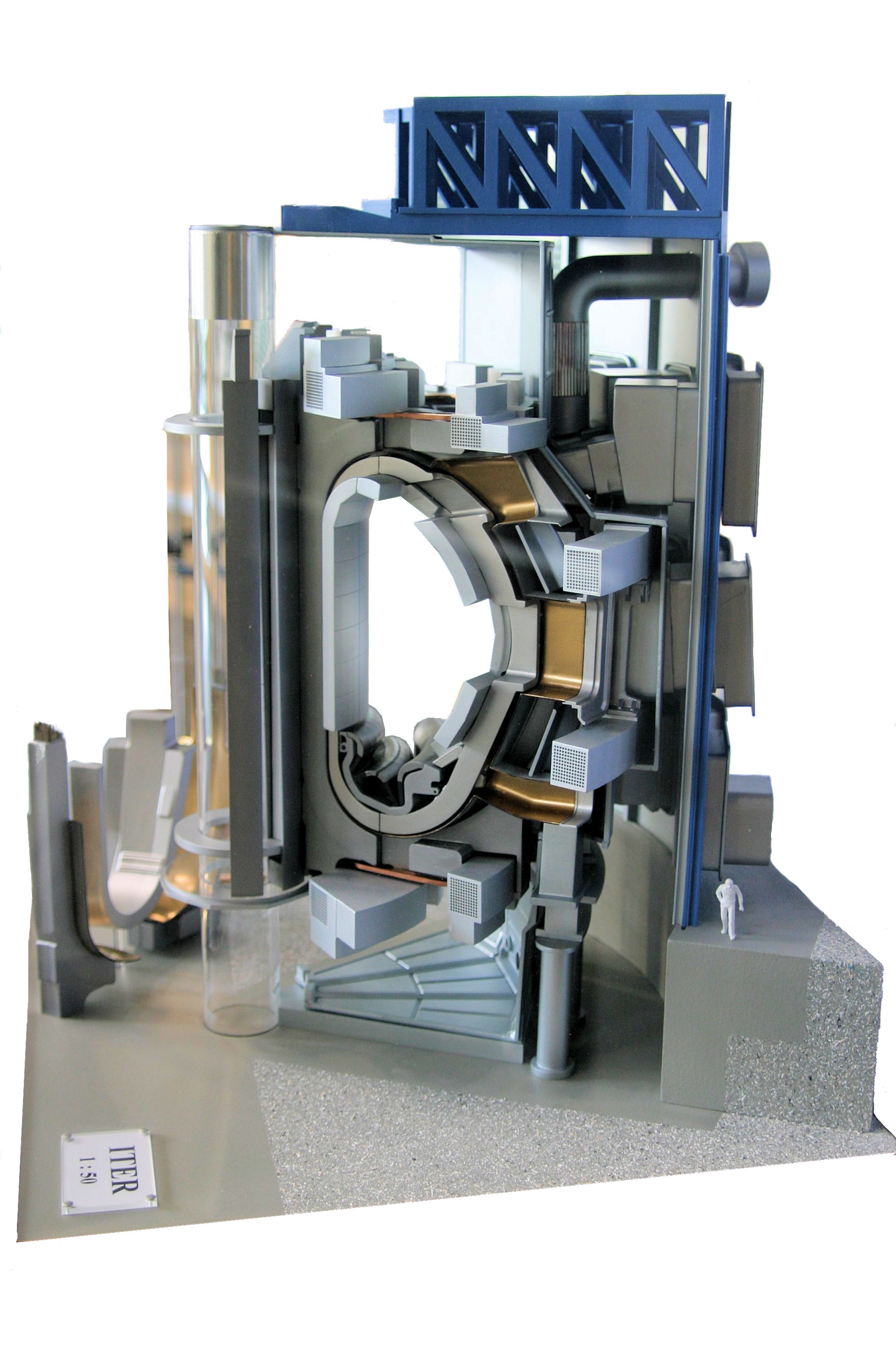
Maquette de International Thermonuclear Experimental Reactor (ITER), en cours de construction à Cadarache, l'un des prochains prototypes devant tester la production d'un plasma confiné durant 6 min à une heure. La densité de puissance du plasma y sera de un à deux ordres de grandeurs plus importante que dans les tokamaks existants.

Dans le domaine de la physique nucléaire, de la magnétohydrodynamique et de la physique des plasmas, et plus précisément dans les processus à l'œuvre dans les tokamaks en fonctionnement, on appelle disruption l'apparition brutale d'instabilités magnétohydrodynamiques dans la chambre de confinement.

## Manifestation
Parfois comparée à un bref coup de foudre se produisant entre le plasma et les parties matérielles de l'installation, la disruption conduit « à la perte totale du confinement du plasma en quelques millisecondes » (ce confinement magnétique est nécessaire au contrôle du plasma, à ce jour pour étudier ces plasmas ou étudier la possibilité de la production d'énergie par fusion nucléaire, et demain si la filière ITER se montrait viable pour produire de la chaleur et/ou de l'électricité à partir de la fusion nucléaire).

## Histoire
Les disruptions sont des phénomènes connus depuis la réalisation des premiers tokamaks. 

« Elles peuvent provoquer des dégâts considérables sur les structures des machines, par des dépôts thermiques localisés, des forces de Laplace dans les structures et par la génération d’électrons de haute énergie dits découplés pouvant perforer les éléments internes » d'un tokamak.
Leur ampleur devrait augmenter  avec la puissance des nouvelles générations de tokamaks. Bien que des précautions soient prises pour réduire leurs occurrence et importance et effets, selon deux thèses récentes (Reux, 2010, Thornton, 2011) plus un tokamak est puissant, plus les instabilités du plasma risquent d'avoir des conséquences importantes. 
Chaque génération de tokamak utilise un ampérage plus important ou cherche à produire plus d'énergie.
En cas de disruption dans Iter, une brève décharge pourrait atteindre environ 11 millions d'ampères appliqués en une sorte de coup de foudre sur une surface de quelques dizaines de cm2, avec le risque de détruire le matériau de couverture de manière bien plus importante que dans les premiers tokamaks expérimentaux, voire l'étanchéité du tore. Selon la thèse de Andrew Thornton qui a suivi celle de Reux, « Les disruptions dans les tokamaks de la prochaine génération créeront des dommages sévères, et de nature catastrophique dans les tokamaks de puissance » (qui devraient suivre ITER).
Dans les conditions actuelles du savoir et de la technique, il semble impossible d'empêcher les disruptions dans les tokamaks, on s'oriente donc vers leur détection la plus rapide possible et leur gestion et atténuation.
Une alternative parfois proposée est de développer les stellarators, qui adoptent une configuration de chambre à fusion de forme analogue au tokamak, mais sans courant circulant dans le plasma.

## Enjeux
La disruption semble être le risque principal posé pour et par la protection de chaleur ou électricité dans un tokamak de puissance (préfigurés par le prototype expérimental ITER prévu en France à Cadarache), avant une seconde phase dite « DEMO » (c'est-à-dire un autre réacteur similaire à ITER mais permettant de produire de l'énergie électrique, et construit à l'issue des résultats obtenus avec son prédécesseur).
L'emballement du réacteur (au sens où on l'entend pour une réaction de fission nucléaire) est a priori et théoriquement inexistant dans les tokamaks, mais le risque d'apparition brutale (et à ce jour souvent imprévisible) d'instabilités tridimensionnelles dites « disruptions » existe et même ne semble pas pouvoir être évité. Il est reconnu par le projet ITER, même en conditions normales de fonctionnement. 

Sans système de détection d'anomalie associé à la réaction quasi immédiate (en millisecondes) d'un système d'atténuation, le plasma pourrait éroder, déformer, détruire ou faire fondre certains modules de couverture. Dans le cas de tokamaks de forte puissance, c'est toute l'installation qui pourrait être gravement endommagée.
Certains craignent que les dégâts induits par des disruptions soient une source d'augmentation des coûts de fonctionnement de réacteurs de type Iter, voire un enjeu de sécurité pour l'environnement ou les populations.

## Éléments de définition
Les disruptions sont définies comme « des pertes violentes et très rapides (environ 20 ms) du confinement des plasmas de tokamak qui peuvent conduire à des endommagements de la structure du tokamak. Elles génèrent des charges thermiques sur les composants face au plasma, des forces électromagnétiques dans les structures de la machine et produisent des électrons découplés relativistes pouvant perforer l'enceinte à vide ». 

Pour Kadomtsev cité par Reux, la disruption est « une instabilité d'interchange géante connectant le cœur du plasma et le bord », Deux hypothèses l'expliquent aujourd'hui : celle d'une reconnexion magnétique proposée en 1974 par Kadomtsev puis par d'autres auteurs, à moins qu'il ne s'agisse comme l'a également suggéré Kadomtsev de "bulles de vide" ou tubes de flux hélicoïdaux capturés dans la périphérie (modes de bord) qui transportés vers le cœur peuvent le connecter physiquement et brutalement à la périphérie.

## Les étapes d'une disruption
Selon Reux, la disruption majeure se déroule en trois grandes parties, 
- une phase prédisruptive de quelques millisecondes à quelques centaines de millisecondes (selon la puissance du tokamak et la cause de la croissance d'instabilités MHD) Une hypothèse est que des îlots magnétiques apparaissent de temps à autre dans le champ magnétique. Ils rendent le champ instable et le détruisent s'ils s'élargissent trop et se recouvrent ou créent une ergodisation des lignes de champ. On dit que le système passe en mode de déchirement résistif (tearing mode, pour les anglophones) correspondant à une "instabilité résistive" se couplant à des modes de nombre d’onde m plus élevés et/ou portant le plasma à proximité des limites de stabilité MHD recherchée. Des interactions (de type non linéaires) se produisent probablement avec les courants de bootstrap (générés par le gradient de pression)[5], des effets de courbure du plasma[6], des contraintes induites par particules rapides ou moyens de chauffage utilisés pour modifier le comportement des îlots (génération de courant ou de chauffage par ondes cyclotroniques électroniques[1].
- une phase de disjonction thermique (ou « quench thermique » correspondant à un brutal effondrement de la température (à quelques eV). Il y a effacement subit du contenu thermique du plasma, en quelques dizaines de microsecondes à quelques millisecondes (temps dépendant de la taille du tokamak et de son plasma). Cette phase correspond à la rupture topologique quasiment subite du confinement magnétique ; toute l’énergie thermique qui était concentrée dans le plasma est alors brutalement dispersée et absorbée par la paroi de la chambre (choc thermique) ou transformée en rayonnement[1].
- une phase de disjonction de courant (ou « quench de courant » correspondant à une chute brutale de l’inductance interne du plasma). Elle se produit alors que l'énergie magnétique du plasma n'a pas pu se dissiper aussi brièvement que le temps de la disjonction thermique, ce qui se traduit par un bref ressaut de courant (5 à 20 % du courant initial selon Wesson[7], sachant que la résistivité du plasma a brutalement augmenté avec son refroidissement, ne lui permettant plus de porter le courant plasma, le libérant (en quelques millisecondes à quelques centaines de millisecondes). L'énergie magnétique (fonction du courant et de la taille du plasma) est alors également brutalement dissipée, par rayonnement d'une part et via de puissants courants induits et de halo[1]. Cet effondrement du courant « s’accompagne d’un champ électrique toroïdal auto-induit » susceptible d'accélérer les électrons du reste du plasma jusqu’à les rendre non-collisionnels et former un faisceau d’électrons relativistes dits découplés, très énergétiques (contenant jusqu'à plus de 50 % du courant plasma et représentant une part importante de l’énergie magnétique[1]. Ces courants peuvent déformer ou endommager certains éléments de la paroi de la chambre du tokamak (modulaires pour pouvoir être remplacés plus facilement).

Ces disruptions semblent pour partie apparentées à d'autres types d'éruptions telles qu'en observent les  astrophysiciens avec les éruptions solaires et les sous-orages magnétosphériques (magnetospheric substorms,, qui surviennent dans le plasma très ténu de la magnétosphère (Animation vidéo pédagogique), et pour partie encore mal compris. Cette théorie prédit que les tubes de flux montée explosive, étroit, et la torsion de passer à travers les lignes de champ magnétique recouvrant sans reconnexion

Plus la puissance du réacteur est importante, plus les effets destructeurs d'une disruption sont potentiellement importants voire « catastrophiques ».
Elles sont aujourd’hui présentées comme un « risque majeur » pour les prochaines générations de tokamaks dont Iter, qui seront beaucoup plus puissants que les précédents et qui ne pourront tolérer les effets caloriques et électromagnétiques des disruptions, pas plus que les flux d'électrons découplés à haute énergie (runaway electrons) qu'on cherche donc à mieux comprendre et mesurer, ainsi qu'à empêcher ou réduire, par exemple par l'induction de perturbations magnétiques par résonance magnétique qui semblent pouvoir bloquer l'emballement de l'instabilité du plasma et éviter la production de faisceaux d'électrons découplés. Une des difficultés est que le système doit être très rapidement réactif (en millisecondes) et toujours opérationnel.

### Causes de disruption
Dans le plasma, l'agitation thermique est élevée et isotrope, c'est-à-dire que la vitesse moyenne des ions est d'environ 100 kilomètres par seconde et sans direction privilégiée. Sans confinement artificiel, le plasma tend donc à entrer en expansion et se refroidir. Pour éviter cela on le piège en mouvement dans de puissants champs magnétiques dont la résultante tridimensionnelle doit rester très stable. Cependant le réacteur n'est pas une boite fermée. Il doit être "nourri" en combustible et les résidus doivent en être extraits. Épisodiquement, avec de nombreuses raisons possibles, de petites instabilités naissent dans le plasma et peuvent brutalement induire une instabilité turbulente de tout le plasma. De simples impuretés peuvent générer une disruption.

### Problèmes scientifiques et techniques, et de sécurité posés par les disruptions
Dans un petit tokamak les disruptions se traduisent par une érosion des parois, des dégâts mineurs et la destruction épisodique de certains éléments des parois. Ceux-ci sont assemblés de manière à pouvoir être relativement facilement changés, mais il faut ensuite les décontaminer et les traiter comme des déchets radioactifs et dangereux.
Dans les futurs tokamaks de puissance où les énergies en jeu seront bien plus importantes que dans les tokamaks existants, et où des matériaux très toxiques seront utilisés en grande quantité (béryllium, plomb, lithium...), les dégâts pourraient être bien plus graves que dans les tokamaks actuels. C'est pourquoi on étudie des moyens de mieux comprendre les causes des disruptions et - dans la mesure du possible - de limiter leurs effets.
Dans un tokamak destiné à produire de l'énergie, la gestion des micro-débris, poussières et particules d'érosion produits par les disruptions pose aussi des problèmes de maintenance, car ils peuvent interagir avec le plasma et le nettoyage de l'installation après une disruption prend un temps précieux. Il faut ensuite évacuer ces déchets pour les décontaminer et les traiter conformément à la réglementation.
Les petites instabilités du plasma (dites instabilités "en dents de scie" (sawtooth instability) semblent cependant devoir être conservées et maîtrisées car elles permettent d'éviter l'accumulation d'impuretés dans le plasma.
Les disruptions sont la première source de poussières pouvant polluer la chambre du tokamak, voire induire ou aggraver d'autres disruptions. On en détecte d'autant plus que la disruption a été grave. De nouveaux détecteurs (électrostatiques) ou de poussières (certaines sont visibles sur les images CCD prises par les caméras intégrées dans le tokamak) font l'objet de recherches et essais

## Causes de disruption
Il semble exister de nombreuses causes possibles de disruptions. Elles sont associées à un déséquilibre, qui peut être très léger, des conditions à réunir pour la fusion nucléaire, quand la matière est ionisée et portée à de très hautes températures (de l'ordre du keV, soit au moins environ 100 millions de degrés Celsius) et que les électrons, dans le tore de confinement magnétique, se détachent complètement de leur noyau pour former un plasma.

## Les travaux de recherche
Ils visent à mieux comprendre les turbulences des plasmas toriques et leurs interactions avec les particules rapides.
Selon les modélisations récentes, et de « lois-ingénieurs » pouvoir les gérer (par injection massives de gaz nobles dans l'anneau du tokamak). ITER devra néanmoins être testé à des puissances progressives, car des flux d'énergie importants et destructeurs, avec possibilité d'érosion explosive pour les modules de la paroi du tokamak peuvent être générés en situation d'instabilité; le plasma chaud (T = 1-20 keV) qui sera produit dans le tokamak d'un réacteur à fusion agirait alors sur le graphite et le tungstène de la couverture de manière différente, avec un flux d'énergie allant jusqu'à 140 MW/m2 pouvant attaquer les matériaux de couverture avec « des valeurs beaucoup plus élevées que celles dans le cas de l'érosion sous l'effet d'un plasma avec une température plus basse, mais avec la même densité énergétique ». Enfin, les dégâts, particules et débris d'érosion d'échelle atomique de ces accidents doivent pouvoir être réparés et nettoyés par le système de décontamination dans des délais compatibles avec l'exploitation à fins énergétique des installations. 

Au JET, une vanne d' Injection Massive de Gaz (IMG) a été récemment  [Quand ?] ajoutée pour étudier l'efficacité de plusieurs gaz et de différents taux d'injection sur l'atténuation des perturbations rapides et le temps de réponse.

### La gestion et l'«amortissement des disruptions»
Les concepteurs des futurs réacteurs expérimentaux (ou de futur tokamaks de puissance destinés à produire de l'électricité en routine, encore théoriques) estiment aujourd'hui ne pas pouvoir éviter les disruptions. Ils cherchent donc à les « amortir », c'est-à-dire à en limiter les effets destructeurs. (Deux thèses récentes ont porté sur ce sujet, s'appuyant sur des modélisations et des expériences conduites dans deux tokamaks, Tore Supra et JET.)
Pour cela, les ingénieurs prévoient notamment des systèmes d' injection massive de gaz (IMG). L'injection doit être automatisée, devant se faire très tôt (dans un délai de quelques millisecondes), de manière assez homogène et avec le bon scénario d’injection (nature et quantité de gaz), ce qui demande de mieux comprendre la physique des interactions en œuvre lors de la brutale introduction du jet de gaz dans le plasma. Il faut aussi démontrer « que la méthode peut être extrapolée à des tokamaks plus grands » (et plus puissants), sachant que la disruption peut se produire en quelques millisecondes, et que le plasma est alors fortement turbulent. L'IMG vise à freiner et/ou totalement inhiber la production d'électrons découplés à haute énergie (ce qui peut être fait en augmentant la densité du plasma).
- Des gaz neutres légers (deutérium ou hélium qui est lui-même le principal sous-produit de la fission) inhibent la production de tels électrons découplés et freinent ces électrons, alors qu'un gaz noble mais plus lourd tel que l'argon exacerbe au contraire leur production.
- L'injection de gaz plus lourds permet aussi de dissiper par rayonnement plus diffus une partie de l'énergie thermique du plasma qui sans cela peut tordre ou fondre les plaques métalliques de l'enceinte où elle se dépose[1].
- Tous les gaz injectés affaiblissent les forces électromagnétiques et donc les efforts électromagnétiques[1].
- Divers mélanges de gaz (dont légers et lourds en mélange; He, Ne, Ar, He/Ar[14]) en dosages variés (de 5 à 500 Pa m3 [14]) ont déjà été testés en tokamaks expérimentaux (en prévision de la réalisation d'ITER), mais les conditions réelles de l'intérieur du tokamak d'ITER ou des futurs réacteurs de puissance ne peuvent à ce jour qu'être approchées par la modélisation. Des simulations d'injections massives ont été faites (avec le code 3D MHD Jorek couplé à un modèle de fluide neutre)[1], qui laissent penser que « la croissance des instabilités MHD est plus rapide lorsque de grandes quantités de gaz sont injectées et que les surfaces rationnelles sont successivement ergodisées lors de la pénétration du front de densité dans le plasma, conformément aux observations expérimentales »[1]. « Ces instabilités MHD du plasma augmentent le transport radial du gaz ionisé vers le centre, mais empêchent la propagation des gaz neutres au-delà d'une surface critique »[1]. « La pénétration maximale du gaz neutre est gouvernée par des instabilités magnétohydrodynamiques se déclenchant sur la surface rationnelle q=2 à l’arrivée front froid, générant un flux de chaleur depuis le cœur du plasma, empêchant ce front de pénétrer plus loin »[1].